# Лопес, Анхель
А́нхель Доми́нго Ло́пес Руа́но (исп. Ángel Domingo López Ruano; 10 марта 1981, Лас-Пальмас-де-Гран-Канария, Испания), более известный как Анхель — испанский футболист, игравший на позиции правого защитника. Выступал в  сборной Испании.

## Карьера

### Клубная
Анхель начинал свою карьеру в клубе «Лас-Пальмас». В январе 2003 года перешёл в «Сельту». В первом же сезоне с ним клуб попал в лигу чемпионов, но на следующий сезон вылетел из Примеры. Далее последовало возвращение, выход в еврокубки и снова падение в Сегунду. Игрок мог начать сезон в Сегунде, но 31 августа 2007 года перешёл в «Вильярреал». С тех пор игрок выступает за «подводников». Первые два сезона игрок конкурировал с Хави Вентой за звание основного правого защитника, а после ухода Венты в «Леванте» стал основным игроком. 9 января 2011 получил разрыв крестообразной связки левого колена и выбыл из строя на полгода.

### В сборной
В сборной Испании Анхель дебютировал 15 ноября 2006 в матче против сборной Румынии. Всего за команду сыграл пять матчей. Стал первым в истории игроком, вызванным в сборную Испании из клуба Сегунды.  Присутствовал в расширенном списке игроков, вызванных на победный для Испании ЕВРО-2008, но в окончательную заявку не попал.

#### Матчи за сборную
| № | Дата            | Место             | Оппонент | Счёт | Голы | Соревнование            |
| 1 | 15 ноября 2006  | Кадис, Испания    | Румыния  | 0:1  | —    | Товарищеский матч       |
| 2 | 7 февраля 2007  | Манчестер, Англия | Англия   | 1:0  | —    | Товарищеский матч       |
| 3 | 24 марта 2007   | Мадрид, Испания   | Дания    | 2:1  | —    | Отборочный матч ЧЕ 2008 |
| 4 | 22 августа 2007 | Салоники, Греция  | Греция   | 3:2  | —    | Товарищеский матч       |
| 5 | 6 февраля 2008  | Малага, Испания   | Франция  | 1:0  | —    | Товарищеский матч       |

Итого: 5 матчей / 0 голов; 4 победы, 1 поражение.